# Gray (ca sĩ)
Lee Seong-hwa (Hangul: 이성화 - Hán Việt: Lý Thành Hoa ; sinh ngày 8 tháng 12 năm 1986), nổi tiếng với tên gọi Gray (tiếng Hàn: 그레이, cũng được viết là GRAY) là một ca sĩ, rapper và nhà sản xuất nhạc Hàn Quốc hoạt động dưới công ty AOMG, một công ty sản xuất âm nhạc được thành lập bởi Jay Park và Simon D và gia nhập cùng các nghệ sĩ hiphop underground Loco, ELO, Hoody Kim, Ugly Duck, DJ Pumpkin, DJ Waegun, Cha Cha Malone,...Anh là một phần của nhóm VV:D Crew cùng các thành viên Zion.T, Crush, Loco, ELO

## Danh sách đĩa nhạc

### Album
- Grayground.

### Mở rộng
- Call Me Gray[1]

### Đĩa đơn nhạc số
- 깜빡 (Blink) (Feat. Zion.T & Crucial Star)
- 깜빡 (Blink) Remix (Feat. Crush, ELO & Jinbo)
- 하기나 해 (Just Do It) (Feat. Loco)[2]

### Bài hát kết hợp
| Tựa đề                          | Nghệ sĩ                                                  | Năm  | Album                                                                     |
| ------------------------------- | -------------------------------------------------------- | ---- | ------------------------------------------------------------------------- |
| "Drinks Up"                     | Mainstream (ft. Gray)                                    | 2011 | Digital single                                                            |
| "Love, Life, Rap"               | P-Type (ft. Gray)                                        | 2013 | Digital single                                                            |
| "See The Light"                 | Loco (ft. Gray)                                          | 2013 | Digital single                                                            |
| "Wish U Well"                   | Double K (ft. Gray)                                      | 2013 | Nom (놈)                                                                  |
| "Let's Get It On"               | G-Slow (ft. Swings, Gray)                                | 2013 | Digital single                                                            |
| "A Real Lady"                   | Swings (ft. Beenzino, Zion.T, Gray)                      | 2013 | Digital single                                                            |
| "Invincible (못 이겨)"          | Swings (ft. Gray)                                        | 2013 | Digital single                                                            |
| "Victorious 2 (이겨낼거야 2)"   | Swings (ft. Gray)                                        | 2014 | Mood Swings II, Pt. 1: Major Depression (감정기복 II, Pt. 1: 주요 우울증) |
| "No Manners (무례하게)"         | Loco (ft. Gray)                                          | 2014 | Locomotive                                                                |
| "If I (좋겠어)"                 | Loco (ft. Gray)                                          | 2014 | Locomotive                                                                |
| "Lucid Dream (자각몽)"          | Wutan (ft. Gray)                                         | 2014 | Digital single                                                            |
| "Whatever You Do"               | Crush (ft. Gray)                                         | 2014 | Crush On You                                                              |
| "Evolution"                     | Jay Park (ft. Gray)                                      | 2014 | Evolution                                                                 |
| "Metronome"                     | Jay Park (ft. Simon Dominic, Gray)                       | 2014 | Evolution                                                                 |
| "Success Crazed (미친놈)"       | Jay Park (ft. Simon Dominic, Trinidad James, Loco, Gray) | 2014 | Evolution                                                                 |
| "Parachute"                     | ELO (ft. Gray)                                           | 2014 | Digital single                                                            |
| "Parachute [Cool Summer Remix]" | ELO (ft. Gray)                                           | 2015 | Digital single                                                            |
| "Respect"                       | Loco (ft. Gray)                                          | 2015 | Digital single                                                            |
| "Awesome"                       | Loco (ft. Gray)                                          | 2015 | Digital single                                                            |
| "My Last"                       | Jay Park (ft. Loco, Gray)                                | 2015 | Worldwide                                                                 |
| "Don't Try Me"                  | Jay Park (ft. Ugly Duck, Gray)                           | 2015 | Worldwide                                                                 |
| "Now Is Honorable"              | TakeOne (ft. Crucial Star, Black Gosi, MC Meta, Gray)    | 2015 |                                                                           |
| "You Always (넌 언제나)"        | Simon D (ft. Hoodie, Gray)                               | 2016 | Two Yoo Project Sugar Man                                                 |
| "Always On My Grind"            | AOMG                                                     | 2016 | Follow The Movement Tour                                                  |
| "GOOD"                          | Loco & Gray (ft. Elo)                                    | 2016 | Digital Single                                                            |
| "Comfortable"                   | 원, Gray, Simon Dominic                                  | 2016 | Show Me The Money 5                                                       |
| "DAY N NIGHT"                   | ELO (ft. Gray)                                           | 2016 | 8 Femmes                                                                  |
| "On My Way"                     | Swings (ft. Gray, BewhY)                                 | 2016 | Mood Swings II, Pt. 3: Psychotherapy                                      |
| "Drive"                         | Jay Park (ft. Gray)                                      | 2016 | Everything You Wanted                                                     |
| "1999"                          | G2 (ft. Gray)                                            | 2016 | G2's Life, Pt. 1                                                          |

### Bài hát sản xuất
| Tựa đề                                                                          | Nghệ sĩ                                                  | Năm  | Album                                                                     |
| ------------------------------------------------------------------------------- | -------------------------------------------------------- | ---- | ------------------------------------------------------------------------- |
| "Red Dress"                                                                     | Crush                                                    | 2012 | Digital single                                                            |
| "Hongdae Blues (홍대 블루스)"                                                   | Stello (ft. Rbii)                                        | 2012 | Digital single                                                            |
| "Plastic Girl"                                                                  | Stello (ft. Jeongbo)                                     | 2012 | Digital single                                                            |
| "The Way Home"                                                                  | Stello (ft. Yoon Hyeon-jun)                              | 2012 | Digital single                                                            |
| "I'm Her"                                                                       | KittiB                                                   | 2012 | Digital single                                                            |
| "You're Not A Lady"                                                             | Jerry.K (ft. Zion.T)                                     | 2012 | True Self                                                                 |
| "Are You Listening? (듣고 있어?)"                                               | Swings                                                   | 2013 | #1, Vol. 2                                                                |
| "Feel Like I'm Back (우울증)"                                                   | Crucial Star                                             | 2013 | Drawing #2: A Better Man                                                  |
| "Good Vibes Only"                                                               | Dok2 (ft. Gray)                                          | 2013 | Ruthless, the Album                                                       |
| "No More (G-Mix)"                                                               | Dok2 (ft. Crush, Loco)                                   | 2013 | Ruthless, the Album                                                       |
| "Wish U Well"                                                                   | Double K (ft. Gray)                                      | 2013 | Nom (놈)                                                                  |
| "Without You"                                                                   | Infinite H (ft. Zion.T)                                  | 2013 | Fly High                                                                  |
| "Click Me"                                                                      | Zion.T (ft. Dok2)                                        | 2013 | Red Light                                                                 |
| "Two Melodies (뻔한 멜로디)"                                                    | Zion.T (ft. Crush)                                       | 2013 | Red Light                                                                 |
| "Blur"                                                                          | ELO                                                      | 2013 | Digital single                                                            |
| "If I Were U"                                                                   | Yoon Dae-jang                                            | 2013 | Digital single                                                            |
| "Take Care"                                                                     | Loco (ft. Park Na-rae of Spica)                          | 2013 | Digital single                                                            |
| "See The Light"                                                                 | Loco (ft. Gray)                                          | 2013 | Digital single                                                            |
| "Love, Life, Rap"                                                               | P-Type (ft. Gray)                                        | 2013 | Digital single                                                            |
| "Invincible (못 이겨)"                                                          | Swings (ft. Gray)                                        | 2013 | Digital single                                                            |
| "A Real Lady"                                                                   | Swings (ft. Beenzino, Zion.T, Gray)                      | 2013 | Digital single                                                            |
| "Let's Get It On"                                                               | G-Slow (ft. Swings, Gray)                                | 2013 | Digital single                                                            |
| "Shower Later"                                                                  | Gary                                                     | 2014 | Mr. Gae                                                                   |
| Mizuno CF                                                                       | Gary                                                     | 2014 | Advertisement                                                             |
| "Hot Summer"                                                                    | B-Free                                                   | 2014 | Hot Summer                                                                |
| "Whatever You Do"                                                               | Crush (ft. Gray)                                         | 2014 | Crush On You                                                              |
| "Give It To Me"                                                                 | Crush (ft. Jay Park, Simon Dominic)                      | 2014 | Crush On You                                                              |
| "Victorious 2 (이겨낼거야 2)"                                                   | Swings (ft. Gray)                                        | 2014 | Mood Swings II, Pt. 1: Major Depression (감정기복 II, Pt. 1: 주요 우울증) |
| "Major Depression (주요 우울증)"                                                | Swings (ft. Lovey)                                       | 2014 | Mood Swings II, Pt. 1: Major Depression (감정기복 II, Pt. 1: 주요 우울증) |
| "As You Are Living Your Life (살다가보면)"                                      | Jung In                                                  | 2014 | High School King of Savvy OST Part.2                                      |
| "Pool Party"                                                                    | Swings (ft. Yoon Jong-shin, Seulong, G.NA)               | 2014 | Digital single                                                            |
| "A Real Man"                                                                    | Swings & Ailee                                           | 2014 | Digital single                                                            |
| "Lucid Dream (자각몽)"                                                          | Wutan (ft. Gray)                                         | 2014 | Digital single                                                            |
| "Taekwondo"                                                                     | Jay Park                                                 | 2014 | Digital single                                                            |
| "The Promise"                                                                   | Jay Park                                                 | 2014 | Digital single                                                            |
| "NaNa"                                                                          | Jay Park                                                 | 2014 | Evolution                                                                 |
| "Evolution"                                                                     | Jay Park (ft. Gray)                                      | 2014 | Evolution                                                                 |
| "Metronome"                                                                     | Jay Park (ft. Simon Dominic, Gray)                       | 2014 | Evolution                                                                 |
| "Success Crazed (미친놈)"                                                       | Jay Park (ft. Simon Dominic, Trinidad James, Loco, Gray) | 2014 | Evolution                                                                 |
| "Who The F*ck is U"                                                             | Jay Park (ft. TakeOne, B-Free)                           | 2014 | Evolution                                                                 |
| "Go Hard"                                                                       | Illionaire Records (ft. Zion.T)                          | 2014 | Digital single                                                            |
| "Parachute"                                                                     | ELO (ft. Gray)                                           | 2014 | Digital single                                                            |
| "Parachute [Cool Summer Remix]"                                                 | ELO (ft. Gray)                                           | 2015 | Digital single                                                            |
| "Your Love"                                                                     | ELO (ft. The Quiett)                                     | 2015 | Digital single                                                            |
| "Lonely Night"                                                                  | Gary (ft. Gaeko)                                         | 2015 | Digital single                                                            |
| "Ayo"                                                                           | Lydia Paek                                               | 2015 | Digital single                                                            |
| "Respect"                                                                       | Loco (ft. Gray)                                          | 2015 | Digital single                                                            |
| "Awesome"                                                                       | Loco (ft. Gray)                                          | 2015 | Awesome                                                                   |
| "We Up There 2"                                                                 | Loco (ft. CJamm, Jay Park)                               | 2015 | Awesome                                                                   |
| "No Manners (무례하게)"                                                         | Loco (ft. Gray)                                          | 2015 | Locomotive                                                                |
| "If I (좋겠어)"                                                                 | Loco (ft. Gray)                                          | 2015 | Locomotive                                                                |
| "Hold Me Tight (감아)"                                                          | Loco (ft. Crush)                                         | 2015 | Locomotive                                                                |
| "Hands Up (손바닥을 보여줘)"                                                    | Loco (ft. Crush)                                         | 2015 | Locomotive                                                                |
| "Thinking About You (자꾸 생각나)"                                              | Loco (ft. Jay Park)                                      | 2015 | Locomotive                                                                |
| "You Don't Know (니가 모르게)"                                                  | Loco                                                     | 2015 | Locomotive                                                                |
| "Eat, Pray, Love"                                                               | Dynamic Duo                                              | 2015 | Grand Carnival                                                            |
| "All I Got Time For"                                                            | Jay Park                                                 | 2015 | Digital single                                                            |
| "Sex Trip"                                                                      | Jay Park                                                 | 2015 | Digital single                                                            |
| "MOMMAE (몸매)"                                                                 | Jay Park                                                 | 2015 | Worldwide                                                                 |
| "MOMMAE (remix)"                                                                | Jay Park (ft. Crush, Simon D, Honey Cocaine)             | 2015 | Worldwide                                                                 |
| "On It"                                                                         | Jay Park (ft. DJ Wegun)                                  | 2015 | Worldwide                                                                 |
| "Don't Try Me"                                                                  | Jay Park (ft. Ugly Duck, Gray)                           | 2015 | Worldwide                                                                 |
| "In This B*tch"                                                                 | Jay Park                                                 | 2015 | Worldwide                                                                 |
| "Seattle 2 Seoul"                                                               | Jay Park                                                 | 2015 | Worldwide                                                                 |
| "Watch"                                                                         | Swings (ft. Black Nut)                                   | 2015 | Levitate                                                                  |
| "Whatever"                                                                      | Ugly Duck (ft. Mayson the Soul, U-Turn)                  | 2015 | Digital single                                                            |
| "Re:Birth/A Piece of Cake (누워서 떡 먹기)"                                     | Ugly Duck & DJ Wegun                                     | 2015 | Digital single                                                            |
| "ON IT + BO$$"                                                                  | Lil Boi                                                  | 2015 | Show Me The Money 4                                                       |
| "Unpretty Dreams"                                                               | Jessi                                                    | 2015 | Unpretty Rapstar                                                          |
| "Alright"                                                                       | Shinhwa                                                  | 2015 | We                                                                        |
| "Simon Dominic (사이먼 도미닉)"                                                 | Simon Dominic                                            | 2015 | Won & Only                                                                |
| "Money Don't Lie (돈은 거짓말 안 해) (Re-mastered)"                             | Simon Dominic                                            | 2015 | Won & Only                                                                |
| "Won & Only"                                                                    | Simon Dominic (ft. Jay Park)                             | 2015 | Won & Only                                                                |
| "Lonely Night (GRAY Remix)                                                      | Simon Dominic (ft. ELO)                                  | 2015 | Won & Only                                                                |
| "Always On My Grind"                                                            | AOMG                                                     | 2016 | Follow The Movement Tour                                                  |
| "Bad Vibes Lonely"                                                              | Dok2 (ft. Dean)                                          | 2016 | Digital single                                                            |
| "You Always (넌 언제나)"                                                        | Simon Dominic (ft. Hoody, Gray)                          | 2016 | Two Yoo Project Sugar Man                                                 |
| "Like You"                                                                      | Hoody                                                    | 2016 | Digital single                                                            |
| "Heartbreak Hotel"                                                              | Tiffany Hwang (ft. Simon Dominic)                        | 2016 | Digital single                                                            |
| "GOOD"                                                                          | Loco & Gray (ft. Elo)                                    | 2016 | Digital single                                                            |
| "니가 알던 내가 아냐 (feat.사이먼 도미닉)" Not The Same Person You Used To Know | 비와이 (BeWhy), G2, 데이데이 (DayDay), 원 (One)          | 2016 | Show Me The Money 5                                                       |
| "Comfortable"                                                                   | 원 (One), Gray, Simon Dominic                            | 2016 | Show Me The Money 5                                                       |
| "Forever"                                                                       | 비와이 (BeWhy)                                           | 2016 | Show Me The Money 5                                                       |
| "Day Day"                                                                       | 비와이 (BeWhy)                                           | 2016 | Show Me The Money 5                                                       |
| "Fake 2"                                                                        | 비와이 (BeWhy)                                           | 2016 | Show Me The Money 5                                                       |
| "ROSE"                                                                          | ELO                                                      | 2016 | 8 Femmes                                                                  |
| "The End"                                                                       | ELO (ft. Paloalto)                                       | 2016 | 8 Femmes                                                                  |
| "DAY N NIGHT"                                                                   | ELO (ft. Gray)                                           | 2016 | 8 Femmes                                                                  |
| "Parachute [Cool Summer Remix]"                                                 | ELO (ft. Gray)                                           | 2016 | 8 Femmes                                                                  |
| "Angel"                                                                         | ELO (ft. Simon Dominic)                                  | 2016 | 8 Femmes                                                                  |
| "On My Way"                                                                     | Swings (ft. Gray, BewhY)                                 | 2016 | Mood Swings II, Pt. 3: Psychotherapy                                      |
| "Your Soul"                                                                     | Swings                                                   | 2016 | Mood Swings II, Pt. 3: Psychotherapy                                      |
| "Drive"                                                                         | Jay Park (ft. Gray)                                      | 2016 | Everything You Wanted                                                     |
| "Your Eyes"                                                                     | Hoody (ft. Jay Park)                                     | 2016 | On and On                                                                 |
| "The Light"                                                                     | Hoody                                                    | 2016 | On and On                                                                 |
| "Like You"                                                                      | Hoody                                                    | 2016 | On and On                                                                 |
| "Need U"                                                                        | Hoody (ft. Dok2)                                         | 2016 | On and On                                                                 |
| "1999"                                                                          | G2 (ft. Gray)                                            | 2016 | G2's Life, Pt. 1                                                          |
| "막다른 길"                                                                     | TakeOne (ft. ELO, Stella Jang)                           | 2016 | 녹색이념                                                                  |

## Danh sách phim

### Chương trình TV
| Năm  | Chương trình              | Kênh   | Vai trò   | Ghi chú                                                  |
| ---- | ------------------------- | ------ | --------- | -------------------------------------------------------- |
| 2014 | Mix and Match             | Mnet   | chính anh | Giám khảo, tập 5                                         |
| 2014 | Soompi                    | Soompi | chính anh | Khách mời                                                |
| 2014 | 4 things show             | Mnet   | chính anh | Khách mời, tập 1,2 về Jay Park                           |
| 2015 | You Hee-yeol's Sketchbook | KBS2   | chính anh | Khách mời, tập 274                                       |
| 2015 | Radio Star                | MBC    | chính anh | Khách mời, tập 447                                       |
| 2015 | Tablo's Dreaming Radio    | MBC    | chính anh | Khách mời, tập ngày 04/09 và 23/10                       |
| 2015 | Unpretty Rapstar          | Mnet   | chính anh | Khách mời, tập 7, hỗ trợ Jessi                           |
| 2015 | Show Me The Money 4       | Mnet   | chính anh | Khách mời hỗ trợ team AOMG                               |
| 2016 | Two Yoo Project Sugar Man | JTBC   | chính anh | Khách mời, tập 23 cùng Simon Dominic Hoody               |
| 2016 | Show Me The Money 5       | Mnet   | chính anh | Nhà sản xuất cùng Simon Dominic                          |
| 2016 | KPOP Planet               | KBS    | chính anh | Khách mời với Loco                                       |
| 2016 | SNL Korea 7               | tvN    | chính anh | Người tổ chức, tập 154, cùng AOMG                        |
| 2016 | Radio Star                | MBC    | chính anh | Khách mời, tập 491 cung Zico,Lee Sun-bin & Simon Dominic |
| 2021 | Sixth Sense mùa 2         | tvN    | Khách mời | Tập 11 (với Loco)                                        |